# La corona (Metastasio)
La corona (deutsch: Der Siegeskranz) ist ein Libretto zu einer Azione teatrale in einem Akt von Pietro Metastasio. Es wurde 1765 von Christoph Willibald Gluck für den Namenstag des Kaisers Franz I. am 4. Oktober komponiert und sollte von dessen Töchtern im Salon de Bataille (dem heutigen Zeremoniensaal) von Schloss Schönbrunn aufgeführt werden. Die Aufführung kam jedoch nicht zustande, da der Kaiser am 18. August starb.

## Handlung
Das Libretto basiert auf einem griechischen Mythos, der Jagd nach dem wilden Kalydonischen Eber, der die Landschaft um Kalydon verwüstet und viele der Bewohner getötet hatte. Die Prinzessin Atalanta verletzt das Tier, bevor es von Meleagro, dem Initiator der Jagd, erlegt wird. Meleagro bietet ihr den Siegeskranz an, den sie jedoch zurückweist. Schließlich legen sie ihn zu Füßen des gefeierten Vaters Franz I. nieder.

“Che la promossa da Meleagro celebre caccia del portentoso cinghiale Calidonio raccogliesse in Etolia tutto il fior della Grecia, parte ambizioso di gloria, parte sollecito dell’ evento; che dalla valorosa Atalanta ricevesse il primo colpo la fiera; e che fosse poi questa da Meleagro atterrata; sono le notissime poetiche memorie, dalle quali nascono i verisimili del presente Drammatico Componimento.”

„Dass die von dem berühmten Meleagro geförderte Jagd auf den sagenhaften kalydonischen Eber die gesamte Elite Griechenlands versammelte, teils begierig nach Ruhm, teils angezogen von dem Ereignis; dass das wilde Tier von der tapferen Atalanta den ersten Schlag erhielt; und dass dieses dann von Meleagro zur Strecke gebracht wurde; sind die bekannten dichterischen Erinnerungen, aus denen die Grundlagen des gegenwärtigen dramatischen Stücks geboren wurden.“

Szene 1. Vorne auf der rechten Seite befindet sich ein Jagdhaus, links sind alte Ruinen zu sehen, dahinter ein kleiner Tempel der Jagdgöttin Diana mit einer Statue derselben, die in ihrer rechten Hand einen Lorbeerkranz hält. Der Rest der Szene stellt die Weite des kalydonischen Waldes dar. Atalanta, ihre Schwester Climene und ihre Freundin Asteria, die Schwester Meleagros, unterhalten sich über die bevorstehende Jagd. Atalanta, eine Anhängerin Dianas, ist fest entschlossen, daran teilzunehmen. Da es Climene nicht gelingt, sie umzustimmen, will sie ebenso wie Asteria mitkommen. Es kommt zum Streit. Atalanta weist Climene darauf hin, dass sie als Anhängerin der Göttin Minerva nicht für die Jagd ausgebildet wurde. Asteria dagegen ist noch zu jung. Sie beschließen, die Entscheidung Meleagro zu überlassen.
Szene 2. Meleagro kommt hinzu. Seiner Meinung nach ist die Jagd nach dem Eber für alle drei Frauen zu gefährlich. Sie seien zu wertvoll für Griechenland, um ein solches Risiko einzugehen. Zudem besitzen sie bereits genügend Tugenden und Gaben. Da sie über die Männer herrschen, bleibe jenen nur der Ruhm, um sich ihnen würdig zu erweisen. Asteria und Climene sind gerührt von seiner Rede, aber Atalanta bleibt standhaft. Erst als Meleagro damit droht, ihretwegen die gesamte Jagd abzusagen, gibt sie nach und wünscht ihm Erfolg.
Szene 3. Nachdem Meleagro gegangen ist, beschließen Climene und Atalanta, der Jagd von einem nahegelegenen Turm aus zuzusehen.
Szene 4. Asteria fühlt sich zurückgesetzt und besingt ihren Mut in einer Arie. Atalanta bewundert sie und prophezeit ihr eine ruhmreiche Zukunft. Sie überredet sie schließlich, zum Turm mitzukommen. Als aber aus der Ferne die Rufe der Jäger zu hören sind, kann Asteria sich nicht mehr halten und läuft ihnen entgegen. Atalanta folgt ihr, um sie nicht alleinzulassen.
Szene 5. Climene war bereits ein Stück vorausgegangen und vermisst die beiden anderen. Obwohl sie nicht damit umzugehen weiß, lässt sich von anderen Freundinnen einen Speer geben und folgt nach.
Szene 6. Asteria kommt zurück, weil sie ihre Pfeile verloren hat. Sie berichtet Climene, dass Atalanta den Eber verwundet habe und nun von ihm verfolgt werde.
Szene 7. Auch Atalanta kommt zurück. Sie lässt sich von Climene den Speer geben, um sich erneut dem Eber entgegenzustellen.
Szene 8. Meleagro erscheint. Er hat dem Eber inzwischen den Todesstoß versetzt. Weil er beobachtet hat, wie Atalanta ihn verletzt hatte, überreicht er ihn den Lorbeerkranz der Dianastatue. Atalanta findet das nicht gerechtfertigt. Da er ihr soeben das Leben gerettet habe, gebühre ihm selbst die Krone. Meleagro ist jedoch der Meinung, dass bereits der erste Stoß tödlich war. In einem Duett streiten beide eine Weile darüber. Climene schlägt schließlich eine salomonische Lösung vor: Der Kranz solle sinnvoll genutzt werden, denn heute sei der Namenstag von … Meleatro unterbricht sie begeistert, und auch Atalanta versteht bereits: Sie werden den Kranz „zu Füßen ihres eigenen Gottes legen“ („Del nostro Nume deponiamolo al piede“). Gemeinsam überreichen sie ihn Kaiser Franz und bitten ihn um seine schützende Liebe.

## Geschichte
Den Auftrag zu La corona erhielten Metastasio und Gluck bereits kurz nach der Aufführung ihres gemeinsamen Werkes Il Parnaso confuso am 24. Januar 1765. Diese zur Hochzeit des österreichischen Thronfolgers Joseph mit Maria Josepha von Bayern von vier Töchtern Maria Theresias und Franz I. aufgeführte Serenata hatte einen großen Erfolg erzielt. Das neue Werk sollte im selben Raum – dem Salon de Bataille von Schloss Schönbrunn – von denselben Ausführenden aufgeführt werden. Maria Amalia sollte die Rolle der Atalanta übernehmen, Maria Elisabeth den Meleagro, Maria Josepha die Climene und Maria Karolina die Asteria. Der kurze Jäger-Chor sollte von weiteren Familienmitgliedern ausgeführt werden. Metastasio lieferte das fertige Manuskript bereits am 29. April 1765 ab und reichte es zum Druck ein. Gluck begann vermutlich direkt anschließend mit der Komposition. Sie war Anfang Juni beendet. Maria Theresia beabsichtigte, das Stück als Überraschung für den Kaiser aufzuführen. Deshalb geschahen die Vorbereitungen im Verborgenen. Als Aufführungsort hatte sie ursprünglich das Schlosstheater Schönbrunn vorgesehen, aber Metastasio hielt den kleineren Salon de Bataille für die Stimmen der nicht professionellen Sängerinnen für geeigneter. Außerdem kannte der Bühnenarchitekt die räumlichen Gegebenheiten von der vorherigen Aufführung, und auch die nötigen Aufbauten waren bereits vorhanden. Durch den unerwarteten Tod des Kaisers am 18. August in Innsbruck kam es jedoch nicht zu der geplanten Aufführung, und das Werk wurde beiseitegelegt. Es war Metastasios letzte Arbeit, die von Mitgliedern des Hofes selbst aufgeführt werden sollte. Gluck verwendete die Musik der Sinfonia später in den Ouvertüren zu Paride ed Helena (1770) und der Zweitfassung von Cythère assiégée (1775). Erst im Herbst 1966 wurde La corona vom Österreichischen Rundfunk produziert. Die erste szenische Aufführung erfolgte am 13. November 1987 am ursprünglich vorgesehenen Ort in Schönbrunn.
Das Thema der Jagd nach dem Kalydonischen Eber basiert auf dem vierten Kapitel des achten Buchs der Metamorphosen von Ovid. Es wurde von Maria Theresia persönlich ausgewählt – vermutlich aufgrund der Jagdbegeisterung des Kaisers. Metastasio hatte bereits 1756 Motive daraus für Il sogno verarbeitet. Während in dem älteren Stück die Jagd selbst keine Rolle spielte, wird sie hier jedoch zum Mittelpunkt der dramatischen Handlung. In deren Verlauf kommt es zu zwei Konfrontationen zwischen den beteiligten Charakteren. In der ersten Diskussion geht es darum, welche der drei Mädchen an der Jagd teilnehmen dürfen. Diese heroische Rivalität hat eine Entsprechung in der Antigone des Sophokles. Nur kurz angerissen, aber nicht weiter ausgeführt wird darin das Thema der Geschlechter-Rivalität. Asteria protestiert zunächst dagegen, dass der Himmel die schönsten heroischen Handlungen den Männern vorbehalten habe. In ihrer nachfolgenden Arie beschränkt sie sich jedoch darauf, ihrem Wunsch nach Ruhm Ausdruck zu geben. Nach einer minimalen dramatischen Handlung kommt es schließlich zum zweiten „Streit“, in dem Atalanta und Meleagro dem jeweils anderen den Siegpreis zuzusprechen versuchen.
La corona erreicht nicht die Originalität der vorausgehenden Serenaten. Die Handlung und die Charaktere gewinnen keine tiefere Gestalt. Ein Beispiel dafür ist die Persönlichkeit der Asteria, die erst Meleagro den Gehorsam verweigert, dann aber den Wünschen Atalantas nachgibt. Durch die lineare Entwicklung ist das Werk dennoch typisch für die Dichtkunst Metastasios.
Wie auch in Il Parnaso confuso bricht Gluck in seiner Vertonung nicht konsequent mit dem alten Modell der Opera seria. Auch hier besitzen die meisten Arien ausgeschmückte Wiederholungen. Sein Sinn für Humor macht sich in der Rollenverteilung bemerkbar: Die einzige Männerrolle wird vom höchsten Sopran gesungen, während das jüngste Mädchen (Asteria) als tiefer Alt konzipiert ist.

## Vertonungen
Folgende Komponisten vertonten dieses Libretto:
| Komponist                 | Uraufführung                                                                                       | Aufführungsort | Anmerkungen       |
| ------------------------- | -------------------------------------------------------------------------------------------------- | -------------- | ----------------- |
| Christoph Willibald Gluck | für den 4. Oktober 1765 im Salon de Bataille von Schloss Schönbrunn geplant, aber nicht aufgeführt | Wien           | „azione teatrale“ |
| De Mora                   | 1815                                                                                               |                |                   |

## Aufnahmen und Aufführungen in neuerer Zeit
- Christoph Willibald Gluck:
  - 1966: Konzertante Aufführung des Österreichischen Rundfunks, Studio Innsbruck.[3]
  - 1983: Schallplatten-Einspielung (zusammen mit Glucks La danza) mit dem Orchester der Warschauer Kammeroper und dem Chor des Bayerischen Rundfunks unter der Leitung von Tomasz Bugaj. Es sangen: Alicia Slowakiewicz (Atalanta), Halina Gorzynská (Meleagro), Lidia Juranek (Climene), Barbara Nowicka (Asteria).[8][9]
  - 20. Juli 1987: Erste konzertante Aufführung vor Publikum in der Guildhall Old Library im Rahmen des City of London Festivals. City of London Sinfonia, Dirigent George Badacsonyi. Es sangen Patricia Rozario, Penelope Walmsley-Clark, Eirian James, Elisabeth Priday.[10]
  - 1987: Bühnenpremiere im Zeremoniensaal (Salon de Bataille) von Schloss Schönbrunn[3] im Rahmen des Internationalen Gluck-Kongresses, November 1987.[11] Das Orchester war Concilium musicum Wien.
  - 2004: CD mit der Queen’s Chamber Band unter der Leitung von Rudolph Palmer. Es sangen: Julianne Baird (Atalanta), Danielle Munsell Howard (Meleagro), Mary Ellen Callahan (Climene), Patrice Djerejian (Asteria).[8]
  - 20./21. November 2020: US-Bühnenpremiere in Form von „Drive-In“-Aufführungen in Camarillo (Kalifornien) beim Pacific Opera Project zusammen mit Glucks Il Parnaso confuso. Regie: Josh Shaw, Dirigent/Arrangeur: Kyle Naig, Kostüme: Carson Gilmore, Bühne: Kourtni Dale-Noll Mitchiner. Es sangen: Jessica Sandidge (Atalanta), Tiffany Ho (Meleagro), Audrey Yoder (Climene), Meagan Martin (Asteria).[12][13] Eine Aufnahme ist auf YouTube verfügbar.[14]
  - 1. September 2021: szenische Aufführung im Schlosstheater Schönbrunn in einer Koproduktion der Universität für Musik und darstellende Kunst Wien und des Teatro Barocco Perchtoldsdorf. Regie: Bernd R. Bienert; Dirigent: Christoph Ulrich Meier.[15]

## Digitalisate
1. ↑  Libretto (italienisch) als Digitalisat beim Münchener Digitalisierungszentrum. In: Opere del signor abate Pietro Metastasio, Band 11, Herissant, Paris 1782, S. 119 ff.